# Ogórek kiszony

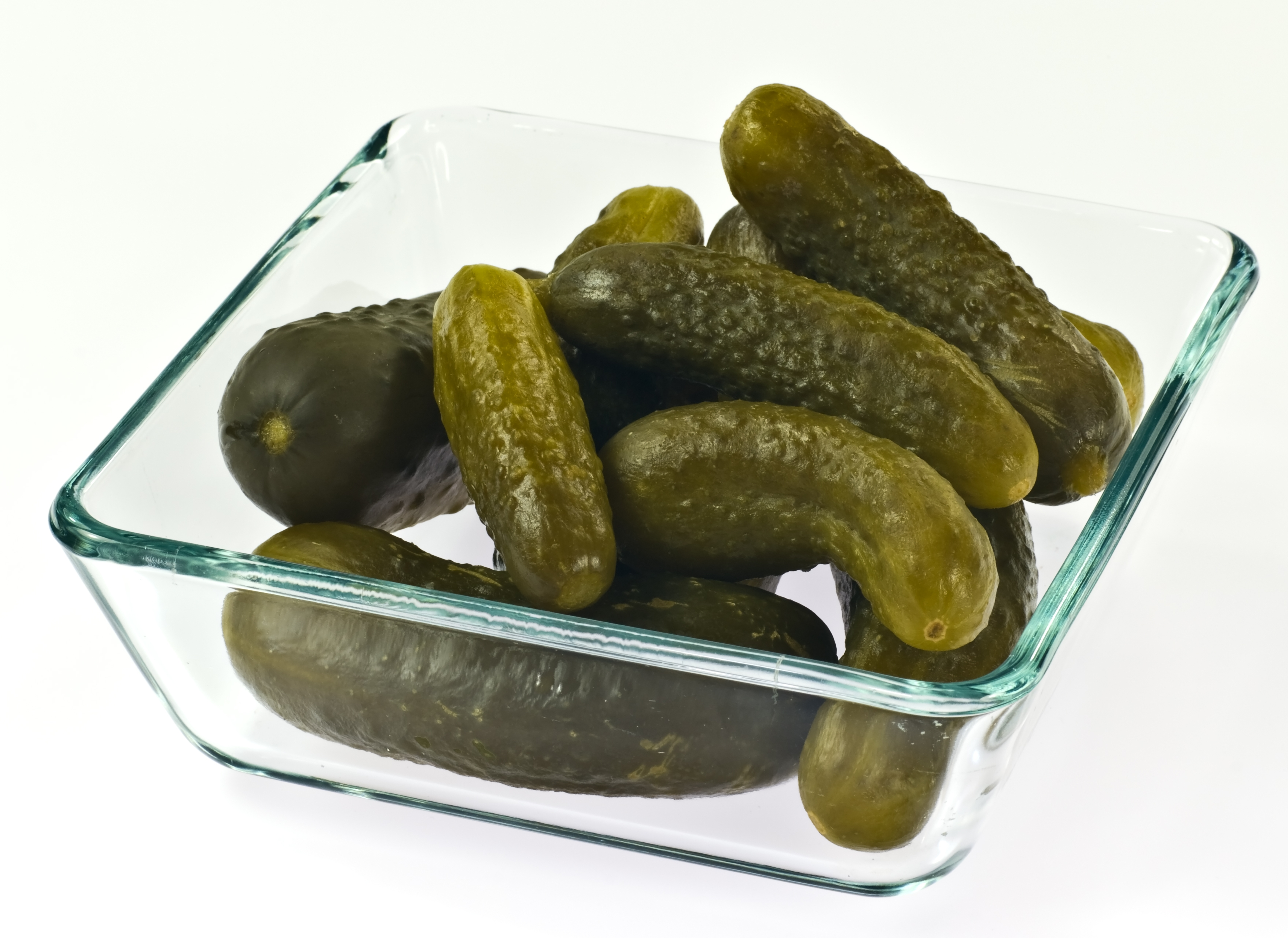
Ogórki kiszone

Ogórki kiszone, ogórki kwaszone – artykuł spożywczy powszechnie znany w Europie Środkowej i Wschodniej. Powstaje z ogórków gruntowych złożonych w beczce z twardego niesmolistego drewna, w garnku kamiennym lub słoju, z dodatkiem łodyg i baldachów kopru, korzeni chrzanu, ząbków czosnku zalanych wodą z solą (niejodowaną), które podlegają kiszeniu.
Tak przygotowane naczynie z ogórkami należy pozostawić na kilka dni (2–3) w pomieszczeniu o temperaturze od 18 do 20 °C, po czym przestawić w chłodne miejsce (8 do 10 °C), odpowiednia jest do tego np. piwnica. Ważne, żeby podczas całego procesu kiszenia ogórki były w całości zanurzone w zalewie.
Do kiszenia ogórków można dodać przyprawy: liście laurowe, ziarna gorczycy białej lub pieprzu czarnego. Niekiedy dodaje się do kiszenia ogórków liście wiśni, porzeczki czarnej, winorośli, chrzanu lub dębu. Ogórków kiszonych używa się jako zakąski do wielu potraw. Są produktem podawanym do obiadu jako dodatek do ziemniaków, jako składnik sałatek czy też kanapek. Czasem są stosowane jako zakąska do wódki i śledzia w oleju z cebulą. Są podstawowym składnikiem zupy ogórkowej.
Kiszenie i kwaszenie są równoważnymi terminami, które mogą być używane zamiennie. Ogórek kwaszony i ogórek kiszony to synonimy oznaczające dokładnie ten sam produkt: ogórek poddany naturalnemu procesowi fermentacji mlekowej, w wyniku którego cukry proste obecne w komórkach roślinnych zostają przekształcone do kwasu mlekowego.
Ogórki kiszone przez kilka dni to ogórki małosolne, natomiast ogórki poddane niekiedy wstępnemu kiszeniu, a później marynowane w occie to korniszony.

## Inne kiszone przetwory
- kiszona kapusta
- kiszone buraki
- kiszone pomidory
- kiszone jajka
- kiszone cytryny
- kiszony czosnek
- kiszony śledź